# ベルシャザールの饗宴

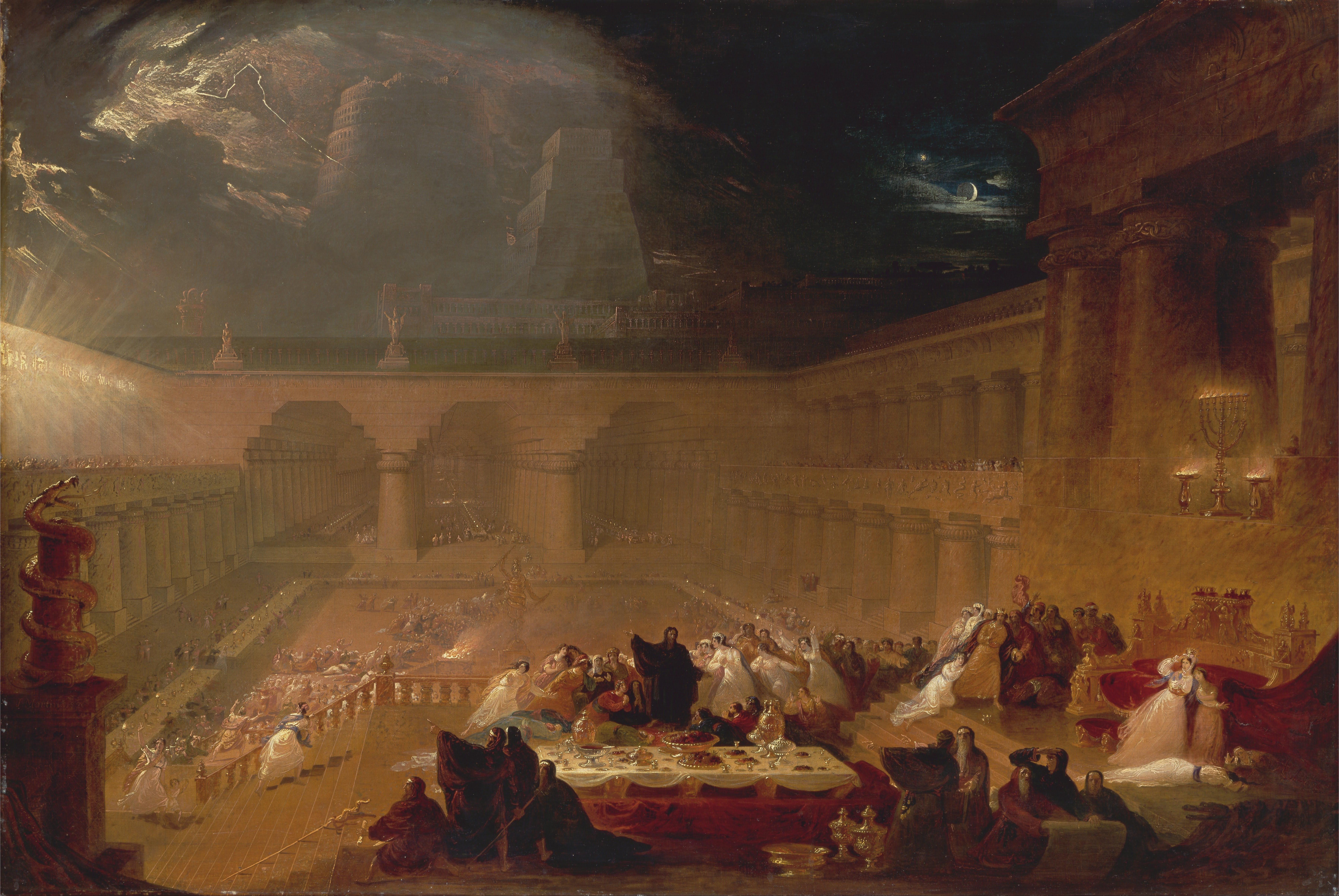
『ベルシャザルの饗宴』、ジョン・マーティン、1820年。

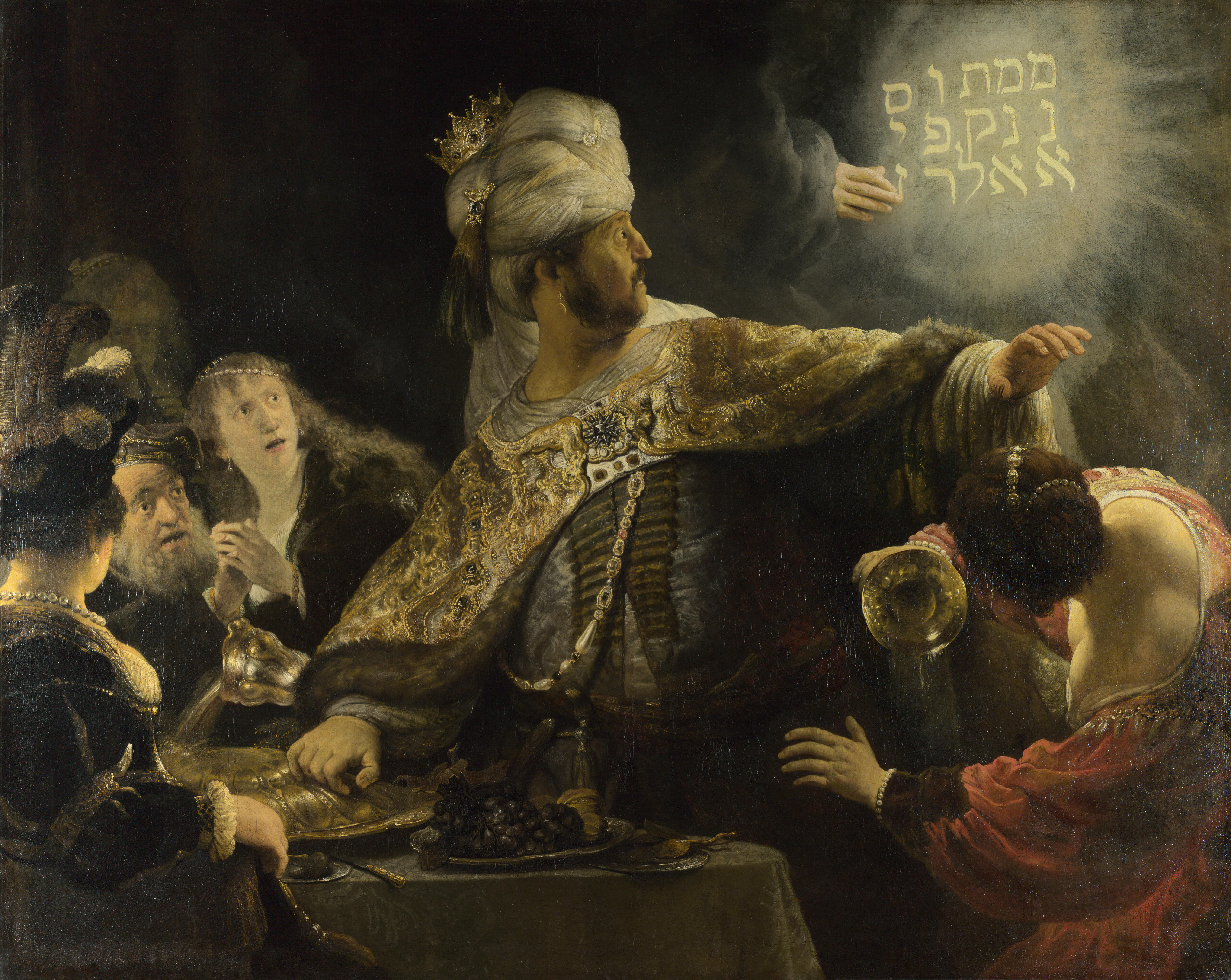
レンブラントの『ベルシャザルの饗宴』。

『ベルシャザールの饗宴』（ベルシャザールのきょうえん）は、『旧約聖書』の一書「ダニエル書」の5章「壁に字をかく指」のエピソードである。数々の芸術作品のモチーフとなっている。

## 物語の概要
新バビロニア王ナボニドゥスの子ベルシャザルは、エルサレムの神殿（ソロモン神殿）を破壊し略奪してきた金銀の器を使用して、豪勢な酒宴を開いていたところ、突然人間の手があらわれ壁に謎の文字を書き残した。この文字は、多くの賢者が挑戦したが読み解けず、ダニエルが読み解いた。
その文字は「メネ、メネ、テケル、ウパルシン（ヘブライ文字原文：מנא מנא תקל ופרסין ラテン文字翻字：MENE, MENE, TEKEL, UPHARSIN）」であり、メネは「神があなたの治世を数えて、これをその終りに至らせた」、テケルは「あなたがはかりで量られて、その量の足りないことがあらわれたこと」、ペレスは「あなたの国が分かたれて、メデアとペルシャの人々に与えられること」と教えた。その夜、ベルシャザルは殺され、ダリヨスが王となった。